# Семейство GH57
Семе́йство GH57 гликози́л-гидрола́з — семейство каталитических доменов белков, обладающих гликозил-гидролазными активностями. Также включает гомологичные им домены, возможно не обладающие такими активностями. Всего известно более 500 белков, содержащих домены семейства GH57, большинство из них принадлежит бактериям. У белков этого семейства описано пять энзиматических активностей: α-амилазная (КФ 3.2.1.1), α-галактозидазная (КФ 3.2.1.22), пуллуназная (КФ 3.2.1.41), амило-1,4->1,6-глюканотрансферазная (КФ 2.4.1.18) и 4-α-глюканотрансферазная (КФ 2.4.1.25).